# Dalian Transcendence
El Dalian Transcendence (en chino: 大连超越足球俱乐部) es un equipo de fútbol de China que juega en la Segunda Liga China, la tercera división de fútbol en el país.

## Historia
Fue fundado el 18 de noviembre de 2013 en la ciudad de Dalian en la provincia de Liaoning por Zhao Yang luego de que adquirió una franquicia en la Segunda Liga China para la temporada 2014 por 3 millones de Yuanes.
Zhao Yang implementó un modelo de equipo de fútbol que hizo que el club aumentara su capacidad financiera a 10 millones de Yuanes, lo que hizo que el club invirtiera en sus programas de formación de jugadores. El Dalian Transcendence implementa el mismo sistema de reclutamiento de jugadores que antes utilizaba el desaparecido Dalian Shide incluyendo a Han Jiabao, Hao Xingchen, Hu Zhaojun, Nan Yunqi, y Yan Song. Los seguidores del club y parte de sus directivos nombran al Dalian Transcendence como el sucesor del Dalian Shide, pero su propietario Zhao Yang se mantiene al margen de la situación.
El club disputó su primer partido oficial el 30 de marzo de 2014 ante el Guangxi Liuzhou Liuyue por la Copa de China de fútbol del 2014 con victoria de 3-0 de local, pero fue eliminado en la siguiente ronda por el Guizhou Zhicheng F.C. con la regla del gol de visitante.

## Jugadores

### Equipo 2016

#### Altas y bajas 2017–18 (invierno)
| Altas               | Altas          | Altas                     | Altas     | Altas        |
| Jugador             | Posición       | Procedencia               | Tipo      | Costo        |
| ------------------- | -------------- | ------------------------- | --------- | ------------ |
| Yang Zexiang        | Defensa        | Tianjin Teda              | Fichaje.  | --           |
| Rafael Silva        | Delantero      | Bragantino                | Fichaje.  | --           |
| Yves Ekwalla Herman | Centrocampista | Xinjiang Tianshan Leopard | Traspaso. | No revelado. |
| Lu Yin              | Centrocampista | Nei Mongol Zhongyou       | Traspaso. | No revelado. |

| Bajas           | Bajas          | Bajas        | Bajas                  | Bajas |
| Jugador         | Posición       | Destino      | Tipo                   | Costo |
| --------------- | -------------- | ------------ | ---------------------- | ----- |
| Eldar Hasanović | Centrocampista | Agente libre | Rescisión de contrato. | --    |
| Ivan Božić      | Delantero      | Agente libre | Rescisión de contrato. | --    |
| David Fällman   | Defensa        | Agente libre | Rescisión de contrato. | --    |

### Números retirados
- 17 –  Wang Renlong, DEL, 2014 homenaje póstumo. El número fue retirado en noviembre de 2014.[14]

## Entrenadores
- Liu Zhongchang (marzo de 2014–abril de 2016)
- Sun Feng (interino) (abril de 2016-abril de 201)
- Ermin Šiljak  (abril de 2016 -agosto de 2016)[15]
- Rusmir Cviko (agosto de 2016 –?)
- Li Guoxu (febrero de 2018-presente)[2]